# Safareig de la Canaleta
El Safareig de la Canaleta és una obra de Caldes de Montbui (Vallès Oriental) inclosa a l'Inventari del Patrimoni Arquitectònic de Catalunya. Fou restaurat el 2005 per un taller escola.

## Descripció
L'edifici del safareig té l'entrada principal a nivell de carrer i un accés posterior amb una escala de dos trams. Al tram intermedi hi ha la fornícula de la font termal.
Edifici cobert a dues aigües amb un sostre amb revoltons de rajola. L'espai central és ocupat per la piscina del safareig, de planta rectangular. Al seu voltant hi ha un passadís de pas d'un metre d'amplada.